# Фіялка дакійська
Фія́лка дакі́йська, або фіа́лка дакі́йська (Viola dacica) — вид рослин з родини фіалкових, поширений у середній і південно-східній Європі.

## Опис
Багаторічна рослина 15–30(35) см заввишки. Прилистками розділені лише до 2/3, з широкими частками. Квітки до 25 мм довжиною, світло-фіолетові або жовтуваті; шпора майже дорівнює придаткам чашолистків. Листки лише стеблові, розділені на широкі сегменти; листові пластини яйцеподібні або еліптичні довжиною 2–4 см, зубчасті, голі або війчасті на краю. Стебла розсіяно волосисті або майже голі. Насіння зворотнояйцювате, поверхня блискуча, коричнева. 2n=20.
Період цвітіння: липень — серпень.

## Поширення
Поширений у середній і південно-східній Європі.
В Україні вид зростає на полонинах — у Карпатах, спорадично.